# Slaget ved Barnet
Slaget ved Barnet var et afgørende slag i Rosekrigene, en dynastisk konflikt i det 15. århundredes England. Det sikrede sammen med det efterfølgende slag ved Tewkesbury Edvard 4.'s trone. Den 14. april 1471 nær Barnet, dengang en lille by i Hertfordshire nord for London, ledte Edvard Huset York i kamp mod Huset Lancaster, som støttede Henrik 6. på tronen. Lederen af Lancaster-hæren var Richard Neville, jarl af Warwick, der havde spillet en afgørende rolle i hver konges skæbne. Historikere betragter slaget som et af de vigtigste slag under Rosekrigene, da det resulterede i en afgørende ændring af loddet for de to huse. Edvards sejr blev efterfulgt af 14 års York-styre over England.
Tidligere en nøglefigur i Huset Yorks kamp for magten gik Warwick over til Lancaster-fraktionen på grund af uenighed om Edvards nepotisme, hemmelige ægteskab og udenrigspolitik. Som lederen af en Lancaster-hær besejrede jarlen sine tidligere allierede og tvang Edvard til at flygte til Burgund i oktober 1470. Edvard overtalte sin vært, Karl den Dristige, hertugen af Burgund, til at hjælpe ham med at genvinde den engelske trone. Som lederen af en hær rejst med burgundiske penge, iværksatte Edvard sin invasion af England, som kulminerede på markerne nord for Barnet. Under nattens muld og mørke rykkede York-styrkerne tæt på Lancaster-hæren og stødte sammen med den i en tyk tåge ved daggry. Mens begge hære kæmpede, tvang jarlen af Oxford på Lancaster-hærens højre flanke York-hærens flanke på den modsatte side under Lord Hastings på flugt og jagede dem tilbage mod Barnet. Da de vendte tilbage til slagmarken, blev Oxfords mænd fejlagtigt skudt på af Lancaster-hærens centrum under ledelse af Lord Montagu. Da skrig om forræderi (altid en mulighed i den kaotiske periode) spredte sig gennem deres linje, blev Lancaster-styrkernes moral svækket, og mange opgav kampen. Under tilbagetoget blev Warwick dræbt af York-soldater.
Warwick havde været så indflydelsesrig i det 15. århundredes politiske verden i England, at ved hans død var der ingen som ham med hensyn til magt og popularitet. Frataget Warwicks støtte led Huset Lancaster deres endelige nederlag i Slaget ved Tewkesbury den 4. maj, hvilket markerede afslutningen på Henrik 6.'s regeringstid og genindsættelsen af Huset York. Tre århundreder efter Slaget ved Barnet blev der rejst en stenobelisk på det sted, hvor Warwick angiveligt faldt.

## Baggrund
Rosekrigene var en række konflikter mellem forskellige engelske stormænd og adelsmænd til støtte for to forskellige kongefamilier, der nedstammede fra Edvard 3. I 1461 nåede konflikten en milepæl, da Huset York fortrængte dets rival, Huset Lancaster, som det herskende kongehus i England. Edvard 4., leder af York-fraktionen, overtog tronen fra den Lancaster-kongen, Henrik 6.,  der blev taget til fange i 1465 og fængslet i Tower of London. Lancaster-dronningen, Margrete af Anjou, og hendes søn, Edvard af Lancaster, flygtede til Skotland og organiserede modstand. Edvard 4. knuste oprørene og tvang den skotske regering til at tvinge Margrete væk. Huset Lancaster gik i eksil i Frankrig. Mens York-fraktionen strammede dets greb om England, belønnede Edvard sine tilhængere, herunder sin vigtigste rådgiver, Richard Neville, 16. jarl af Warwick, ophøjede dem til højere titler og tildelte dem jord konfiskeret fra deres besejrede fjender. Jarlen begyndte imidlertid gradvist at misbillige kongens styre, og deres forhold blev senere anstrengt.
Warwick havde planlagt, at Edvard skulle gifte sig med en fransk prinsesse, Bona af Savoyen, svigerinde til Ludvig 11. i Frankrig, for at skabe en alliance mellem de to lande. Den unge konge foretrak imidlertid at knytte bånd til Burgund og skabte i 1464 yderligere vrede ved i hemmelighed at gifte sig med Elizabeth Woodville, som værende en fattig Lancaster-enke, blev hun af York-fraktionen betragtet som en uegnet dronning. Edvard tildelte landbesiddelser og titler til hendes familie og arrangerede deres ægteskab med rige og magtfulde familier. Attråværdige ungkarle blev gift med døtre af Woodville-familien, hvilket mindskede ægteskabsudsigterne for Warwicks døtre. Desuden blev jarlen fornærmet af to ægteskaber, der involverede hans slægtninge. Det første var ægteskabet mellem hans tante, Lady Katherine Neville, over 60 år gammel, og Elizabeths 20-årige bror, John Woodville, en forbindelse, der blev set som upassende af mange mennesker. Det andet var hans nevøs forlovede, datteren af Henry Holland, 3. hertug af Exeter, der blev givet som en brud til dronningens søn, Thomas Grey, med Edvards godkendelse. Forfærdet over disse handlinger besluttede Warwick, at Woodville-familien var en ondartet indflydelse på hans fyrste. Han følte sig marginaliseret. Hans indflydelse over den unge konge svækkedes, og han besluttede at tage drastiske skridt for at tvinge Edvard til at føje sig. Warwicks alternative plan var at erstatte kongen med hans medsammensvorne, hertugen af Clarence, Edvards yngre bror.
Ved at anstifte adskillige oprør i Nordengland, lykkedes det Warwick at lokke kongen væk fra sin hovedmagtbase i Sydengland. Edvard fandt sig i undertal, og under tilbagetoget fandt han ud af, at Warwick og Clarence havde opfordret til åben støtte til oprøret. Efter at have vundet Slaget ved Edgecote Moor den 26. juli 1469, fandt jarlen York-kongen forladt af sine støtter og bragte ham til Warwick Castle for "beskyttelse". Lancaster-støtterne udnyttede Edvards fængsling til at gøre oprør. Fordi de fleste krigsherrer, der støttede Huset York, nægtede at følge Warwicks kald, blev jarlen presset til at frigøre kongen. Tilbage ved magten straffede Edvard ikke i det åbne Warwicks overtrædelser mod ham, men jarlen mistænkte, at kongen bar nag. Warwick anstiftede endnu et oprør, denne gang for at erstatte Edvard med Clarence. De to sammensvorne måtte imidlertid flygte til Frankrig, da Edvard knuste oprøret i Slaget ved Losecoat Field den 12. marts 1470. Gennem breve i oprørernes besiddelse og tilståelser fra lederne afdækkede kongen jarlens forræderi. I en aftale mæglet af den franske konge, Ludvig 11., indvilligede jarlen i at tjene Margrete og Lancaster-sagen. Warwick invaderede England i spidsen for en Lancaster-hær og tvang i oktober 1470 Edvard til at søge tilflugt i Burgund, da styret af kongens svoger, Karl den Dristige. Englands trone blev midlertidigt genoprettet til Henrik 6. Den 14. marts 1471 bragte Edvard en hær tilbage over Den Engelske Kanal, og det fremskyndede Slaget ved Barnet en måned senere.

## Hærførere

### York-hæren
Edvard 4. stod normalt i spidsen for sine hære. Idet han var 1,91 m høj, var han en inspirerende figur i kamp, der angreb fjender, mens han var klædt i en forgyldt rustning. Middelaldertekster beskriver kongen som smuk, ganske muskuløs og med en bred brystkasse. Han var net og karismatisk og vandt let folk over til sin sag. Edvard var en dygtig taktikker og leder i slag. Han genkendte ofte og udnyttede defensive svagheder i fjendens linjer, ofte med afgørende resultater. I 1471 var den unge konge en højt respekteret hærfører. Han fik dog en vis kritik. Efter at have vundet tronen i 1461 viste han sig ubeslutsom over for at slå oprør ned. Historikeren Charles Ross roser Edvards lederskab og evner i nærkamp snarere end hans strategier og taktik. Med sit flotte udseende og dygtige lederskab var Edvard populær blandt almindelige mennesker, især sammenlignet med Henrik 6. Hans handelspolitik, der havde til formål at udvide og beskytte markederne for engelsk handel, glædede lokale købmænd, som også blev vundet over af York-kongens personlighed. I 1469 var Edvards folkelig støtte blevet svækket. Euforien over den nye styre var blevet udtømt, og folket beskyldte Edvard for ikke at "bringe Englands rige [til] stor popularitet og hvile" og lade York-adelsmænd forblive ustraffet for deres misbrug. Da Edvard invaderede England i 1471, fejrede mange almindelige mennesker ikke åbent hans tilbagevenden.
Edvard fik i Barnet tilslutning af sine brødre, Richard, hertug af Gloucester, og Georg, hertug af Clarence. I modsætning til sin ældste bror var Gloucester slank og tilsyneladende sart. Han var 18 år gammel i Slaget ved Barnet, hans første store slag. Hans militære evner var imidlertid velrespekterede, mange historikere anser ham som en dygtig kriger og hærleder. Clarence blev ikke anset lige så godt som sine brødre, især hvad angår loyalitet. Da Edvard blev konge, blev Clarence valgt som hans arving. Dog rykkede fødslerne af Elizabeth af York (1466) og Edvard 5. (1470) hertugen ned i arvefølgen. Clarence deltog derfor i Warwicks intriger og giftede sig med jarlens datter Isabella og troede, at han kunne få sin brors trone. Clarence mistede tilliden til jarlen, da Warwick gik over til Lancaster-fraktionen og giftede sin anden datter, Anne, med deres prins for at cementere sin nye troskab. Da Edvard iværksatte sit felttog for at genindtage England, tog Clarence imod sin brors tilgivelse og sluttede sig atter til York-fraktionen ved Coventry den 2. april 1471. Den sidste af de York-fraktionens hærledere var William, Lord Hastings, en loyal undersåt siden starten af krigene. Hastings havde ledsaget den unge konge i eksil og støttet hans tilbagevenden. Hofmanden blev belønnet for sin trofasthed, idet han fik embedet som løjtnant i Calais i 1471 og blev Edvards Lord Chamberlain og primære fortrolige.

### Lancaster-hæren
Warwick havde kæmpet for Huset York siden de tidlige stadier af Rosekrigene og sammen med sin fætter, Edvard 4., i mange af slagene. Hans mange års loyalitet havde givet ham York-fraktionens tillid, og hans sejre, både politiske og militære, og popularitet hos almindelige mennesker gjorde ham til en vigtig skikkelse. Han havde en stærk indflydelse på tronfølgen, og det gav ham tilnavnet "Kongemageren". Tidlige historikere beskrev ham som et militært geni, men i det 20. århundrede blev hans taktiske skarpsind genovervejet; Philip Haigh formoder, at jarlen stort set kunne takke nogle af sine sejre, såsom Det 1. slag ved St Albans, til at han var på det rigtige sted på det rigtige tidspunkt. Christopher Gravett mener, at jarlen var for defensiv og manglede mental fleksibilitet.
51°39′44″N 0°12′00″V / 51.662222222222°N 0.2°VJohn Neville, 1. markis af Montagu, var mindre ambitiøs end sin bror Warwick, men en mere dygtig kriger og taktikker. I 1464 ledte han en York-styrke, der fik overtaget over et Lancaster-baghold i Slaget ved Hedgeley Moor og iværksatte et overraskelsesangreb i Slaget ved Hexham. Disse sejre kronede Nevilles omfattende tjeneste i Nordengland, og Edvard belønnede ham med Jarlddømmet Northumberland, som havde betydelige indtægter. Belønningen var særlig glædelig for Neville. Hans familie havde været i en voldsom fejde med de tidligere jarler af Northumberland, Percy-familien, der støttede Huset Lancaster. I marts 1470 genindsatte Edvard imidlertid Henry Percy som jarl af Northumberland for at vinde Percy-familiens støtte. Som godtgørelse modtog Neville den finere titel Markis af Montagu. Dog var de landbesiddelser, der fulgte med denne titel, meget fattigere end den ejendom, han havde mistet. Den nye markis så det som en fornærmelse, en ubetydelig titel, der var utilstrækkelig anerkendelse for hans mangeårige trofaste tjeneste. Montagu sluttede sig dog ikke straks til Warwicks oprør; han deserterede senere på året, da hans bror invaderede England.
Der vides ikke meget om en anden hærleder for Lancaster-hæren John de Vere, 13. jarl af Oxfords tidlige historie. Krønikerne nævner lidt om ham indtil Slaget ved Losecoat Field. Hans far, den tidligere jarl og en loyal Lancaster-støtte, var blevet henrettet for et mislykket komplot om at myrde Edvard 4. York-kongen forsøgte at sikre Oxfords loyalitet ved at slå ham til ridder og benåde hans overtrædelser. Denne taktik mislykkedes. Oxford forblev tro mod Lancaster-kronen og deltog i Warwicks forsøg på at afsætte Edvard. Historikere beskriver den unge Oxford som en hæderlig hærfører, eksemplificeret ved hans handlinger i Slaget ved Barnet.
Selvom Henry Holland, 3. hertug af Exeter, var af kongeligt blod, blev han almindeligvis betragtet som en kriminel, tilbøjelig til vold og dumhed. En bevist fjende af Neville-familien, bar Exeter især et nag mod Warwick for at have fortrængt ham fra hans arvelige rolle som Lord High Admiral i 1457. Ikke desto mindre, da Warwick sluttede sig til Lancaster-fraktionen, adlød Exeter Margrete og tjente under jarlen under invasionen af England. Selvom han støttede Lancaster-sagen, havde Exeter familiebånd til Huset York, da han var gift med Anne af York, Edvards søster.

## Optakt
Den 14. marts 1471 landede Edvards hær ved Ravenspurn. Hæren voksede med flere mænd, mens den passerede, og York-styrkerne rykkede ind i landet mod York. Edvards march mødte ingen modstand i begyndelsen, fordi han bevægede sig gennem landbesiddelser, der tilhørte Percy-familien, og jarlen af Northumberland stod i gæld til York-konge for at have givet hans nordlige besiddelser tilbage. Desuden meddelte Edvard, at han kun vendte tilbage for at hævde sin fars titel, hertug af York og ikke for at gøre krav på den engelske krone. Finten virkede. Montagu, der fulgte Edvards march, kunne ikke overbevise sine mænd til at kæmpe imod York-kongen.
Så snart Edvards styrke havde samlet tilstrækkelig styrke, opgav han finten og satte kursen sydpå mod London. Efter at have afvist Exeters og Oxfords angreb, belejrede han Warwick i Coventry i håb om at få jarlen til at møde i et slag. Selvom Warwicks styrke havde flere mænd end Edvards hær, afviste jarlen udfordringen. Han ventede på Clarence, der ønskede at bruge deres samlede styrke til at overvælde York-hæren. Da han hørte om dette, sendte Edvard Gloucester af sted for at bede Clarence om atter at slutte sig til Huset York, et tilbud, som Clarence hurtigt accepterede. Forsonet rykkede de kongelige brødre mod Coventry, og Clarence opfordrede Warwick til at overgive sig. I vrede over sin svigersøns forræderi nægtede Warwick at tale med Clarence. Ude af stand til at kæmpe mod jarlen på dette tidspunkt vendte Edvard igen tilbage mod London.
Forstærket af Montagus, Oxfords og Exeters styrker, fulgte Warwick et par dage senere efter York-styrkerne. Han håbede, at London under Somersets kontrol ville lukke portene for Edvard og lade ham fange York-hæren i det fri. Byen bød dog Edvard varmt velkommen. Somerset havde forladt byen, og befolkningen i London foretrak den unge York-konge frem for Henrik 6. Den gamle konge hilste sin usurpator varmt velkommen og tilbød sig selv i hans varetægt, idet han stolede på, at [hans] liv ikke var i fare i [Edvards] hænder." Lancaster-spejdere sonderede Barnet, som lå 19 km nord for London, men blev slået tilbage. Den 13. april indtog deres hovedhær stillinger på en høj højderyg nord for Barnet for at forberede sig på kamp næste dag. Warwick opstillede sin hær i en linje fra øst til vest på begge sider af Great North Road, der løb gennem Barnet. Oxford ledte højre flanke og Exeter venstre. Montagu ledte centrum, og Warwick gjorde sig klar til at lede blandt reserverne. Jarlen skubbede hele sin linje lidt mod vest, da en fordybning bag på hans venstre flanke kunne være en forhindring for Exeters gruppe, hvis den var nødt til at falde tilbage.
Warwicks hær var i stort overtal i forhold til Edvards, skønt kilder er uenige om det nøjagtige antal. Lancaster-styrkerne spænder fra 10.000-30.000 mand, med 7.000-15.000 på York-hæren side. I lyset af denne ulempe skyndte Edvard sig af sted for at møde Lancaster-hæren med et overraskende angreb. Han bragte Henrik 6. med sig for at forhindre Lancaster-styrkerne i at genvinde kontrollen over deres konge. Edvard nåede Barnet om aftenen og forberedte kamplinjen uden at vide sine fjenders nøjagtige position. Edvard betroede Hastings venstre flanke og Gloucester til at lede højre flanke. Clarence skulle kæmpe sammen med Edvard i centrum, dog skyldtes dette ikke troen på hans evner, det var lettere for York-styrkerne at holde øje med den prins, der to gange havde forladt dem. Et kontingent af reserver blev holdt bagest, klar til at indsættes ved Edvards kald. Da det blev nat, satte Edvard sin plan for et overraskende morgenangreb i gang. Under en streng ordre om tavshed sneg York-hæren sig tættere på Lancaster-hæren. I løbet af natten så ingen af hærførerne den modstanderens hær, noget, der viste sig at være afgørende i slaget den næste dag.
I løbet af natten beordrede Warwick sine kanoner til løbende at bombardere den anslåede position for York-hærens lejr. York-styrkerne havde imidlertid sneget sig nær, og Lancaster-artilleriet skød over målet. York-artilleriet forblev i mellemtiden tavs for at undgå at forråde dets placering. Mens hærene slog sig ned for at hvile, henvendte Montagu sig til sin bror og rådede ham om troppenes lave moral. Han foreslog, at brødrene, som de mest højtstående hærførere, skulle kæmpe til fods gennem hele slaget i stedet for at ride på hest. Soldaterne mente, at hærledere til hest havde tendens til at opgive dem, da situationen blev forværret. Ved at blive til fods ville Neville-brødrene vise, at de var rede til at kæmpe til døden sammen med mændene og inspirere tropperne til at holde stand og kæmpe hårdere. Warwick indvilligede, og hestene blev tøjret bagerst i nærheden af Wrotham Wood.

## Kampen i tågen
Den 14. april 1471, ved omkring kl. 4 om morgenen vågnede begge hære. Edvard havde dog planlagt et tidligt angreb og gjorde hurtigt sine mænd til at angribte Lancaster-hæren. Begge sider affyrede deres kanoner og pile, inden de angreb hinanden med stagevåben. Morgentågen var tyk, og de to styrkers natmanøvrer havde forskubbet dem sidelæns mod hinanden. Ingen af af hærdelene stod overfor den modstående, hver var blevet forskudt lidt til højre. Denne forskydning betød, at den højre ende af hver hær kunne omgå den anden i flanken ved at bevæge sig rundt om den modstående venstre ende. Lancaster-styrkerne var de første til at udnytte denne fordel. Oxfords deling overmandede hurtigt Hastings gruppe. York-soldaterne flygtede mod Barnet, efterfulgt af Lancaster-tropperne. Nogle af Hastings mænd nåede endda London og spredte rygter om York-hærens kollaps og Lancaster-fraktionens sejr. Oxfords deling gik i opløsning, da dens mænd spredtes for at plyndre de faldne fjender og plyndre Barnet. Oxford råbte og jog efter sine mænd, og det lykkedes ham at samle 800 af dem, og han førte dem tilbage til slaget.
På grund af tågen var sigtbarheden lav, og ingen af de to hovedstyrker bemærkede Oxfords sejr over Hastings. Derfor havde York-hærens venstre flankes sammenbrud ringe (hvis nogen) virkning på moralen på begge sider. Kampen mellem Montagus og Edvards grupper var intens, men stod lige. Lancaster-hærens venstre flanke fik imidlertid en medfart, der svarede til den, Oxford havde påført sit modstykke. Gloucester udnyttede de forkert opstillede styrker og slog Exeter tilbage. Fremgangen for Edvards bror var langsom, fordi hans deling kæmpede op ad en lille skråning. Ikke desto mindre fik det pres, han udøvede på den Lancaster-hærens venstre flanke, hele slaglinjen til at rotere. Warwick, der så ændringen, beordrede de fleste af sine reserver til at hjælpe med at lette presset på Exeter og tog resten med sig til at kæmpe i centrum. Efterhånden havde slaglinjen drejet sig til en retning, der gik fra nordøst til sydvest.
Oxford fulgte sine spor gennem tågen tilbage til slaget. Hans deling ankom uventet til Montagus bagtrop. Sløret af tågen blev Oxfords "stjerne med stråler"-emblem forvekslet af Montagus mænd, der troede, at det var Edvards "sol i glans". De antog, at deres allierede var Edvards reserver og afsendte en byge af pile. Oxford og hans mænd udråbte straks forræderi. Som trofaste støtter af Huset Lancaster var de på vagt over for Montagus fornylige skift af troskab. De slog tilbage og begyndte at trække sig ud af slaget. Deres råb om forræderi blev gentaget og spredte sig hurtigt gennem Lancaster-linjen og fik den til at bryde sammen, samtidig med at mænd flygtede i vrede, panik og forvirring. Da tågen begyndte at lette, så Edvard at Lancaster-hærens centrum var i kaos og sendte sine reserver ind og fremskyndede dens sammenbrud. Råb om Exeters død fra en York-soldats økse rungede over slagmarken fra Lancaster-hærens venstre flanke, og midt i forvirringen blev Montagu ramt i ryggen og dræbt, enten af en fra York-hæren eller en af Oxfords mænd.
Da han havde bevidnet sin brors død, vidste Warwick at slaget var tabt. Han skyndte sig hen mod hestene i et forsøg på at flygte. Edvard indså, at hans sejr var nær, og idet han besluttede, at Warwick var mere værdifuld i live end død, udsendte han ordren og sendte sine mænd af sted for at bringe jarlen tilbage. Flere krønikeskrivere har foreslået, at kongen troede, at Warwick igen ville være en værdifuld allieret, hvis han kunne overtales til at støtte op om York-fraktionens sag. Historikeren Michael Hicks mener modsat, at Edvard ønskede at tage jarlen til fange for at kunne gennemføre en offentlig henrettelse snarere end som en barmhjertighedsgestus. Uanset kongens hensigt blev Warwick dræbt under Lancaster-hærens flugt. En genfortælling af af Slaget ved Barnet med miniature modeller kan findes i Slagets naturlige formidlingscenter, The Barnet Museum.

## Efter slaget
Slaget varede fra to til tre timer og var forbi, da tågen var lettet tidligt om morgenen. Som sædvanlig i de fleste af tidens slag led den besejrede hær langt flere tab. Mænd på flygte blev hugget ned bagfra. Samtidige kilder angiver forskellige antal af tab; "Great Chronicle of London" beretter om 1.500 døde, mens "Warkworth's Chronicle" angiver 4.000. Edward Hall og Raphael Holinshed, begge krønikeskrivere fra det 16. århundrede, skriver, at mindst 10.000 mænd omkom i slaget. York-hæren led halvt så mange tab som Lancaster-hæren. Royle anser det optegnede omtrentlige antal på 500 York-tropper og 1.000 Lancaster-tropper døde som mest sandsynligt.
De to Neville-brødres lig blev bragt tilbage til London. De led ikke den sædvanlige skæbne, der tilfaldt forrædere, at blive hængt, trukket og parteret og udstillet ved byens porte. Edvard fremviste brødrenes nøgne lig i Saint Paul's Cathedral i tre dage for at dæmpe rygterne om, at de havde overlevet, inden han lod dem stede til hvile i familiens gravhvælving i Bisham Abbey.
Selvom han havde besejret Neville-brødrene, havde Edvard kun lidt tid til at hvile. Margrete af Anjou landede i Weymouth på selv samme dag som slaget. Hun foregav en march mod London, mens hun forstærkede sin hær med rekrutter fra Wales og området omkring grænsen til Wales. Lancaster-dronningen blev gjort modløs af nyheden om Warwicks død, men Somerset mente, at deres situation var bedre uden jarlen. På trods af nederlaget ved Barnet søgte Lancaster-styrkerne, der var flygtet fra slaget, hen mod dronningen for at genindsætte deres hus på tronen. Advaret af sine spioner om Lancaster-hærens sande rute, afskar Edvard dem og besejrede dem i Slaget ved Tewkesbury den 4. maj. Gloucester, Clarence og Hastings kæmpede igen for at forsvare Huset Yorks krone.
Exeter var blevet frarøvet sin rustning og efterladt død på slagmarken ved Barnet, men han var i live, dog alvorligt såret. Hans støtter fandt ham og førte ham til Westminster Abbey. Efter at han var blevet rask, blev han fængslet i Tower of London i fire år, inden han underkastede sig Edvards styre. Exeter tog ikke del i de senere slag i Rosekrigene. Edvard sendte ham på et felttog til Frankrig i 1475, og det blev berettet, at hertugen skulle være faldet overbord og druknet uden vidner.
Efter at have trukket sig ud af slaget flygtede Oxford til Frankrig og tog del i angreb på engelske skibe og fortsatte sin kamp mod York-styret. Han blev taget til fange i 1473 efter at have indtaget St Michael's Mount, en ø ud for Englands sydvestkyst. Tolv år senere flygtede Oxford fra fængslet og sluttede sig til Henrik Tudors kamp mod Huset York og ledte Lancaster-hæren i Slaget ved Bosworth Field i 1485.

## Eftermæle
Slaget ved Barnet var et centralt slag under Rosekrigene. Det resulterede i en fremtrædende skikkelses død og sikrede tronen for en anden. På trods af dets betydning for historien er samtidige optegnelser om slaget sjældne. Den eneste krønike, der er baseret på en øjenvidneskildring, The Arrival of Edward IV, blev skrevet af nogen i Edvards råd, og giver derfor en forudindtaget beretning om slaget. En anden førstehåndsberetning blev fundet i Paston Letters, skrevet af Lancaster-støtten Sir John Paston. Andre beretninger, såsom The Warkworth Chronicle, tilbyder kun småbider om slaget. Derfor skal må manglen af historisk beviser udfyldes gennem feltundersøgelser og opdagelser af middelalderdokumenter.
Historikere teoretiserer, at hvis Warwicks styrke havde sluttet sig til Margrete, inden de udfordrede Edvard, ville den kombinerede Lancaster-hær have overvældet York-hæren. I stedet gav Warwicks nederlag York-fraktionen en sejr, der var så afgørende, at det sammen med slaget ved Tewkesbury sikrede den engelske trone for Edvard 4. Historikeren Colin Richmond mener, at Edvards tilbagevenden til magten blev sikret ved Barnet, Tewkesbury var "blot en epilog". Uden at skulle kæmpe med Warwicks popularitet og politiske indflydelse kunne den unge konge fuldt ud udøve sin vilje og styre landet ubestridt. Folkeviser komponeret under Edvards regeringstid fejrede hans sejr som billiget af Gud. Barnet var en katastrofe for Neville-familien. Deres landbesiddelser blev givet væk, og deres embeder blev reduceret. Familien fik aldrig igen den samme fremtrædende plads i engelsk politik, som de havde haft inden slaget.

### Shakespeares dramatisering
Der bliver hentydet til slaget i William Shakespeares Henrik den Sjette, 3. del (1595). Afslutningen på 5. akt, 1. scene skildrer begivenhederne op til slaget, scene to og tre skildrer afslutningen, hvor karaktererne diskuterer kampene og skæbnen for dens deltagere. Shakespeare anvender få detaljer, nedskrevet af samtidige krønikeskrivere og ignorerer bemærkelsesværdige hændelser, såsom forvirringen over Oxfords og Edvards emblemet. Hans skuespil er hovedsageligt baseret på poetiske og dramatiske kilder. I stykket dræbes Montagu, mens han prøver at redde sin bror (Shakespeares kildemateriale omfattede Halls The Union of the Two Noble and Illustrate Famelies of Lancastre and Yorke fra 1548), og Warwick bliver trukket ind af Edvard 4. og efterladt til at sige sine døende ord til Oxford og Somerset. Warwicks død dominerer scenerne og afspejler Halls livlige skildring af jarlens bortgang som en tapper død. Mens flere krøniker nævner Edvards ønske om at tage Warwick til fange, har Shakespeare valgt at lade Edvard begærligt kræve Warwicks hud.
Shakespeare præsenterer Warwick og Montagu som brødre, der er villige til at dø for hinanden, mens de tre sønner af York, Edvard, Gloucester og Clarence, langsomt driver væk fra hinanden pga. deres egne mål og ideer. Engelskprofessoren John Cox mener, at Shakespeare ikke delte det indtryk, der blev givet i folkeviserne efter slaget om, at Edvards triumf var guddommeligt bestemt. Han argumenterer for, at Shakespeares valg om at lægge Clarences sidste forræderi umiddelbart før slaget antyder, at Edvards styre skyldes hans hans militære aggression, held og "politik". Shakespeare udelukker også eksplicit Edvard fra handlingssekvenser, en afvigelse fra Halls skildringer.

### Slagmarken
English Heritage, et regeringsorgan, der har ansvaret for bevarelse af historiske steder, har lokaliseret slagmarken til omtrent at ligge i et område 800 til 1600 meter nord for byen Barnet. I løbet af århundrederne har meget af terrænet ændret sig, og optegnelser over byens grænser og geografi er ikke detaljerede nok til, at English Heritage eller historikere har kunnet konkludere den nøjagtige placering af slaget. Geografiske træk svarende til samtidige beskrivelser tillader tilnærmelser til, hvor kampene fandt sted.
English Heritage mener, at et brev fra det 15. århundrede fra en hanseatisk købmand, Gerhard von Wessel, hjælper med at identificere slagmarken via geologiske træk. Den nævner en "bred grønning", der svarer til Hadley Green, og mosen på York linjens højre flanke ligger sandsynligvis i dalen Monken Mead Brook. Brevet nævner også St Albans-vejen, som stort set er den samme og snoede sig gennem markerne. Urbanisering i det 18. og 19. århundrede har imidlertid betydet at meget af området er blevet bebygget. I det 20. århundrede dækkede forstaden Monken Hadley en del af markerne, hvor slaget ved Barnet blev udkæmpet. En hæk på den lokale golfbane er, som foreslået af oberstløjtnant Alfred H. Burne, sandsynligvis den række af buske, bag hvilken Oxfords mænd stillede sig op og tog dække.
I 1740 rejste Sir Jeremy Sambroke en obelisk for at mindes slaget omkring 200 meter syd for krydset mellem Great North Road og Kitts End Road. Det blev senere flyttet til lige nord for krydset på græsset mellem de to veje. Kendt som Hadley Highstone og 5,5 meter høj og markerer den sin placering med indskriften:
"Here was fought the Famous Battle Between Edward the 4th and the Earl of Warwick April the 14th ANNO 1471 in which the Earl was Defeated And Slain."

### Bøger
- Britnell, Richard (1997). "Country Politics". The Closing of the Middle Ages?: England, 1471–1529. Oxford: Blackwell Publishers. ISBN 978-0-631-16598-9.
- Brooke, Richard (1857). "The Field of the Battle of Barnet". Visits to Fields of Battle, in England, of the Fifteenth Century: To which are Added Some Miscellaneous Tracts and Papers Upon Archaeological Subjects. London: John Russell Smith. OCLC 43406489. Hentet 28. januar 2009.
- Burne, Alfred (1950). "The Battle of Barnet, April 14th, 1471". The Battlefields of England. London: Methuen and Company. OCLC 3010941. Hentet 8. februar 2009.
- Carpenter, Christine (2002) [1997]. The Wars of the Roses: Politics and the Constitution in England, c. 1437–1509. Cambridge Medieval Textbooks. New York: Cambridge University Press. ISBN 978-0-521-31874-7. Hentet 16. marts 2009.
- Cox, John (2007). "History and Guilt". Seeming Knowledge: Shakespeare and Skeptical Faith. Texas: Baylor University Press. ISBN 978-1-932792-95-9. Hentet 8. februar 2009.
- Edelman, Charles (1992). "The Wars of the Roses: 2 and 3 Henry VI, Richard III". Brawl Ridiculous: Swordfighting in Shakespeare's Plays. Manchester: Manchester University Press. ISBN 978-0-7190-3507-4. Hentet 12. april 2009.
- Goodman, Anthony (1990) [1981]. "Local Revolts and Nobles' Struggles, 1469–71". The Wars of the Roses: Military Activity and English Society, 1452–97. London: Taylor and Francis. ISBN 978-0-415-05264-1. Hentet 6. marts 2009.
- Goy-Blanquet, Dominique (2003). "Unhappy Families". Shakespeare's Early History Plays: From Chronicle to Stage. Oxford: Oxford University Press. ISBN 978-0-19-811987-6. Hentet 8. februar 2009.
- Gravett, Christopher (22. oktober 2003). Tewkesbury 1471: The last Yorkist victory (PDF). Campaign. Vol. 131. Oxford: Osprey Publishing. ISBN 978-1-84176-514-3. Arkiveret fra originalen (PDF) 27. februar 2019.
- Haigh, Philip (1995). The Military Campaigns of the Wars of the Roses (Hardcover udgave). Gloucestershire, United Kingdom: Sutton Publishing. ISBN 978-1-85833-770-8.
- Harriss, Gerald (2007) [2005]. Shaping the Nation: England 1360–1461. Oxford: Oxford University Press. ISBN 978-0-19-921119-7. Hentet 5. april 2009.
- Hicks, Michael (1995). "The Sources".  I Pollard, Anthony (red.). The Wars of the Roses. Problems in Focus. London: MacMillan Press. ISBN 978-0-333-60166-2.
- Hicks, Michael (2002) [1998]. Warwick the Kingmaker. Oxford: Blackwell Publishing. ISBN 978-0-631-23593-4. Hentet 12. februar 2009.
- Kettler, Sarah; Trimble, Carole (2003). "Warwickshire". The Amateur Historian's Guide to the Heart of England: Nearly 200 Medieval and Tudor Sites Two Hours or Less from London. Virginia, United States: Capital Books. ISBN 978-1-892123-65-7. Hentet 9. marts 2009.
- Martin, Randall; Shakespeare, William (2001). "Introduction". Henry VI: Part Three. Oxford World's Classics. Oxford: Oxford University Press. ISBN 978-0-19-283141-5. Hentet 8. februar 2009.
- Richmond, Colin (2000). The Paston Family in the Fifteenth Century: Endings. The Paston Family in the Fifteenth Century. Vol. 3. Manchester: Manchester University Press. ISBN 978-0-7190-5990-2. Hentet 18. marts 2009.
- Ross, Charles (1997) [1974]. Edward IV. Yale English Monarchs (revised udgave). New Haven, Connecticut; and London: Yale University Press. ISBN 978-0-300-07372-0. Hentet 16. marts 2009.
- Ross, Charles (1999) [1981]. Richard III. Yale English Monarchs. New Haven, Connecticut; and London: Yale University Press. ISBN 978-0-300-07979-1.
- Royle, Trevor (2008). Lancaster Against York: The Wars of the Roses and the Foundation of Modern Britain. Hampshire, United Kingdom: Palgrave Macmillan. ISBN 978-1-4039-6672-8.
- Seymour, William (1997) [1975]. Battles in Britain and Their Political Background, 1066–1746. Hertfordshire, United Kingdom: Wordsworth Editions. ISBN 978-1-85326-672-0.
- Wise, Terence (1983). The Wars of the Roses. Men-at-Arms Series. Vol. 145. Oxford: Osprey Publishing. ISBN 978-0-85045-520-5. Hentet 16. januar 2009.
- Wolffe, Bertram (2001) [1981]. Henry VI. Yale English Monarchs. New Haven, Connecticut; and London: Yale University Press. ISBN 978-0-300-08926-4.

### Online kilder
- "English Heritage Battlefield Report: Barnet 1471" (PDF). Swindon, United Kingdom: English Heritage. 1995. Arkiveret fra originalen (PDF) 27. november 2013. Hentet 2. februar 2009.